# Pick a Bigger Weapon
Albums de The Coup
Party Music
(2001) Sorry to Bother You
(2012)
Pick a Bigger Weapon est le cinquième album studio de The Coup, sorti le 25 avril 2006.
L'album s'est classé 24e au Billboard Top Heatseekers et 35e au Top Independent Albums.
Le magazine Rolling Stone a classé Pick a Bigger Weapon 49e dans son « Top 50 Albums of 2006 » et le site About.com 9e des « meilleurs albums de rap de l'année 2006 ».

## Liste des titres
| No  | Titre                                                           | Contient un (des) sample(s) de   | Durée |
| --- | --------------------------------------------------------------- | -------------------------------- | ----- |
| 1.  | Bullets and Love (Introduction)                                 |                                  | 1:29  |
| 2.  | We Are the Ones                                                 |                                  | 4:15  |
| 3.  | Laugh/Love/Fuck                                                 |                                  | 3:46  |
| 4.  | My Favorite Mutiny                                              | Half Past Love de Lenny Williams | 4:35  |
| 5.  | I Just Wanna Lay Around All Day in Bed With You                 |                                  | 5:16  |
| 6.  | Head (of State)                                                 |                                  | 2:48  |
| 7.  | ShoYoAss                                                        |                                  | 6:20  |
| 8.  | Yes 'em to Death                                                |                                  | 1:17  |
| 9.  | Ass-Breath Killers                                              |                                  | 3:00  |
| 10. | Get That Monkey off Your Back                                   |                                  | 3:11  |
| 11. | MindFuck (A New Equation)                                       |                                  | 4:20  |
| 12. | Two Enthusiastic Thumbs Down                                    |                                  | 1:15  |
| 13. | I Love Boosters!                                                |                                  | 3:46  |
| 14. | Tiffany Hall                                                    |                                  | 4:24  |
| 15. | BabyLet'sHaveABabyBeforeBushDoSomethin'crazy (featuring Silk E) |                                  | 4:23  |
| 16. | Captain Sterling's Little Problem                               |                                  | 4:32  |
| 17. | The Stand                                                       |                                  | 6:38  |